# Ґанджу Лама
Ґанджу Лама CV, MM (Ganju Lama, 22 червня 1924, Санґмо, Південний Сіккім — 2000) — етнічний непалець і член корпусу Ґуркхів, нагороджений Хрестом Вікторії, найпрестижнішою нагородою Великої Британії за мужність перед обличчям ворога.